# End of life test

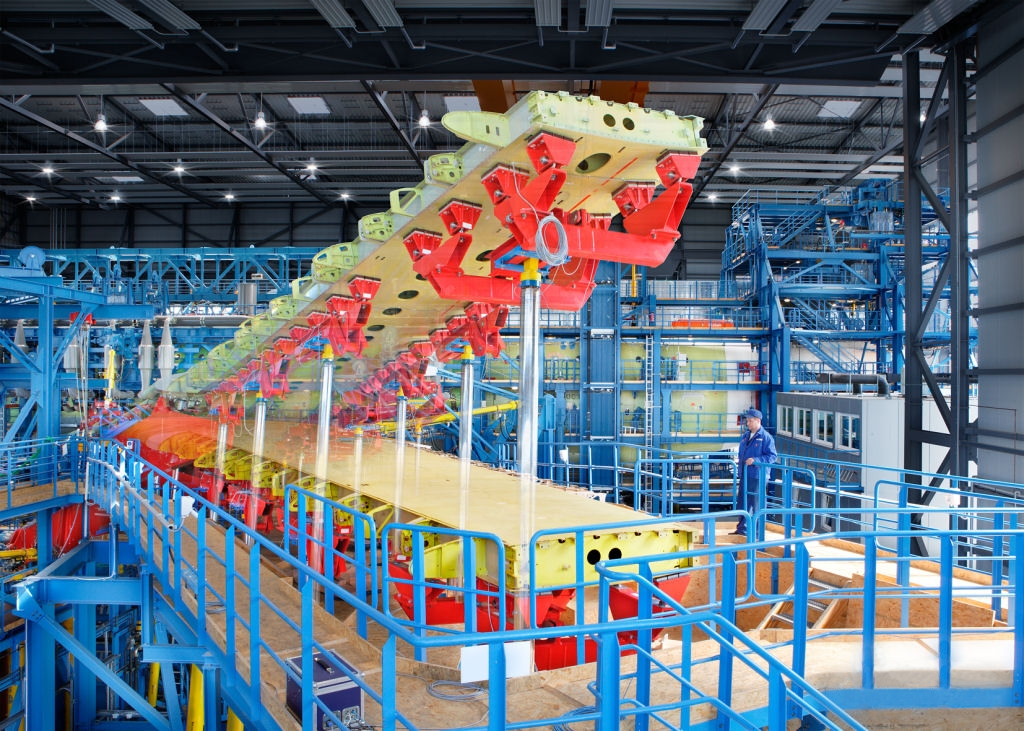
Ermüdungstest eines Airbus A380 Flügels

Mit der englischen Bezeichnung End of life test (Abkürzung EOL-Test) werden Zuverlässigkeitstests bezeichnet, die die Lebenszeit-Grenzen einer Komponente ermitteln. Dies kann bedeuten, dass beispielsweise elektronische Komponenten so lange bestimmten Belastungen wie Hochtemperatur, Feuchte oder Temperaturwechsel ausgesetzt werden, bis sie einen Totalausfall erleiden, z. B. mit dem Highly Accelerated Life Test.
Das Ziel ist, die typische Lebensdauer eines Systems zu ermitteln und damit den Verlauf der Badewannenkurve zu ermitteln. Eine Alternative ist die Definition einer Veränderung einer messbaren Observablen als Ausfallkriteriums anstelle des Totalausfalls. Eine Auswertung kann unter anderem mittels der Ereigniszeitanalyse und dort unter Annahme einer Weibull-Verteilung erfolgen. 
Diese Systematik ist unter anderem integraler Bestandteil von Design for Reliability Methoden, wie zum Beispiel der Robustness Validation Methode für die Qualifikation von Halbleiterbauelementen.